# Miguel Contreras Medellín
Miguel Contreras Medellín (Matehuala, San Luis Potosí; 1821-Sayula, Jalisco; 1860) fue un militar y político mexicano que se destacó brevemente como gobernador de Colima.

## Biografía
Nació en Matehuala, San Luis Potosí en 1821. Durante su infancia vivió en Guadalajara. Estudió en el Seminario de San José, cursando filosofía en 1839, siendo su maestro Jesús Ortiz. Estudió Derecho, obteniendo el título de abogado el 31 de octubre de 1846. Trabajó en el Supremo Tribunal de Justicia de Jalisco. En 1847 fue jefe de la Guardia Nacional de Jalisco durante la intervención estadounidense en México. Fue secretario de Gobierno de Ignacio Herrera y Cairo, militando en el Partido Liberal; fue jefe político de Guadalajara, donde Benito Juárez recibió noticias de que el Teniente Coronel Antonio Landa se iba a revelar en contra del gobierno legalmente constituido. Fue General en Jefe de la 2.ª Brigada de las primeras divisiones de Ejército Mexicano. En 1859 fue de nueva cuenta, Jefe de la Guardia Nacional del estado, con la que participó en la Batalla de Atenquique. Fue nombrado, el 7 de agosto, gobernador de Colima; sin embargo, tuvo que salir a reforzar a los liberales en la Batalla de San Joaquín, al norte de ese estado. Fue herido en un brazo, retirándose a Michoacán. Apenas restablecido, volvió al poder de Colima el 29 de agosto de 1859, donde reorganizó la administración; estableció la junta de Sanidad, el Colegio Civil, la Fundación del Hospital e inició la construcción del portal norte del centro de la ciudad. En 1859 entregó el mando con el fin de combatir a los conservadores en Jalisco y Michoacán. En mayo ocupó el gobierno de Jalisco hasta 1860, cuando fue tomada por los conservadores. Marchó a Guadalajara con el fin de retomar el poder, sin embargo, resultó herido, trasladándose a Sayula, en donde murió a los 39 años de edad. En 1924 sus restos fueron exhumados y traídos a Guadalajara, para ser sepultados en el Panteón de Mezquitán.